# Verjnia Jortitsia
Verjnia Jortitsia (en ucraniano: Верхня Хортиця; en ruso: Верхняя Хортица, romanizado: Verjnia Jortitsa) fue un pueblo ucraniano perteneciente al óblast de Zaporiyia. Situado en el sur del país, pertenece al distrito de Dniprovsk de la ciudad de Zaporiyia desde la década de 1970 y fue antigua colonia alemana.  

## Geografía
Verjnia Jortitsia está ubicado en el valle del río Alto Jortitsia.

## Historia
Verjnia Jortitsia fue fundada por menonitas en 1790 con la participación de Gregorio Potemkin. Al sur de Jortitsia, en la costa del río Kantsurovka, había otra colonia alemana, Rosenthal, más conocida como Kantsurivka, que lleva el nombre de la cercana estación de tren. Verjnia Jortitsia fue el centro del vólost de Jortitsia de la gobernación de Yekaterinoslav. La colonia contaba con 102 patios, una iglesia, dos escuelas, una prisión, 9 comercios, 2 fábricas, una acería, una fábrica de motores, una fábrica de tintes, una fábrica de ruedas, un taller de alfarería, un hotel y un muelle.
A principios del siglo XX se formó aquí la primera organización para la protección de la naturaleza en el Imperio ruso.  En 1929-1930, la Verjnia Jortitsia fue el centro del raión alemán de Jortitsa. Verjnia Jortitsia pasó a formar parte de la ciudad de Zaporiyia en la década de 1970.

## Demografía
La evolución de la población de Verjnia Jortitsia entre 1886 y 1897 fue la siguiente:
| 977                                                           | 2046 |
| (Fuente: Cities & Towns of Ukraine y UKRAINE: Größere Städte) |      |

## Infraestructura

### Arquitectura, monumentos y lugares de interés
De aquella época hasta la actualidad se conservan los siguientes restos: un antiguo cementerio, los edificios de la escuela N.º 81, un gimnasio para hombres y un instituto pedagógico menonita.